# Division (matematik)

Illustration av 20/4=5.

Division är en av de grundläggande operatorerna inom aritmetiken. Resultatet av en division av två tal kallas kvot. Kvoten mellan a och b skrivs ofta som a/b, där b ≠ 0. Kvoten utgör talet a uppdelat i b antal delar.

## Historia
Exakt när divisionen uppkom är inte helt klart. Man vet dock att den användes långt innan den fick sin matematiska definition.
Det var framförallt när talrepresentationen som man har idag tog form som aritmetiken och dess operatorer utvecklades till vad det är idag. När bråk infördes gjordes det möjligt att verkligen fullt ut definiera divisionen.
Det har under människans historia funnits en mängd stora civilisationer och de har näst intill alla haft sina egna sätt att beräkna division på. Egyptierna använde till exempel prickar över sina symboler för heltal för att markera att de var bråk, exempelvis kunde iii betyda 1/3. 
De beräknade också division på ett speciellt sätt. För att beräkna 27/3 skrev de först upp 1 och 3 i varsin spalt (spalt 1 och spalt 2):
| Spalt 1 | Spalt 2 |
| ------- | ------- |
| 1       | 3       |
| 2       | 6       |
| 4       | 12      |
| 8       | 24      |
Därefter fördubblades siffrorna i spalterna till dess man kunde finna en summa som är 27 i spalt 2 i vårt fall, det vill säga 24+3. När det var gjort så adderade man motsvarande tal i den vänstra spalten och detta ger då kvoten, alltså 1+8=9.
Denna metod fungerade endast så länge talen gick jämnt ut i divisionen, men de använde sig dock av en liknande metod för att räkna ut divisioner med rest.
I Sverige har man använt sig av kort division och lång division för att beräkna olika kvoter. Lång division brukar oftast kallas för trappan eller liggande stolen där skillnaden mellan dessa ligger i hur man placerar nämnaren och täljaren i uträkningen.

## Notation och benämningar
- Med snedstreck {\displaystyle a/b}
- Med ett vågrätt (horisontellt) streck {\displaystyle {\frac {a}{b}}}
- Med kolon {\displaystyle a:b} (vid proportionsangivelser)
- Med hjälp av negativa exponenter {\displaystyle a\cdot b^{-1}}
- Med tecknet ÷ {\displaystyle a\div b} (rekommenderas inte i ISO 80000-2)

I divisionen {\displaystyle a/b} kallas talet a för dividend och b för divisor. Ibland använder man istället samma termer som vid bråk och kallar a täljare och b nämnare.

## Heltalsdivision med rest
Heltalsdivision med rest producerar två resultat: kvot och rest.
{\displaystyle 14/3=4\Rightarrow } rest = 2
Vid heltalsdivision kan man skriva:
{\displaystyle a=b\cdot q+r}, där a,b,q,r är heltal, och {\displaystyle 0\leq r<b}
Då kallas q kvoten och r resten (vid division av a med b).

## Division med bråk
För att beräkna {\displaystyle {a \over b}{\big /}{c \over d}} använder man sig av inversen till bråket i nämnaren, så att 
{\displaystyle {\frac {a}{b}}{\big /}{\frac {c}{d}}={\frac {a}{b}}\cdot {\frac {d}{c}}={\frac {ad}{bc}}}, där a är den enda som kan vara 0.
Exempel
{\displaystyle {\frac {\ {\frac {1}{4}}\ }{\frac {2}{6}}}={\frac {1}{4}}\cdot {\frac {6}{2}}={\frac {6}{8}}}
Vid division mellan två tal där bara det ena är ett bråk, uppstår ett uttryck med två bråkstreck som inte är likvärdiga. Uttrycken "en halv delat på tre" och "en delat på två tredjedelar" kan se förvillande lika ut, men ger helt olika resultat. Avsikten kan förtydligas genom att man gör det ena bråkstrecket större eller sätter parentes kring det som ska räknas ut först. Det tal som inte är bråk kan skrivas som en division med ett. Då får uttrycket samma form som ovan och kan räknas ut enligt denna metod.
Exempel
{\displaystyle {\frac {\frac {1}{2}}{3}}={\frac {\left({\frac {1}{2}}\right)}{3}}={\frac {\ {\frac {1}{2}}\ }{\frac {3}{1}}}={\frac {1}{6}}}
men
{\displaystyle {\frac {1}{\frac {2}{3}}}={\frac {1}{\left({\frac {2}{3}}\right)}}={\frac {\ {\frac {1}{1}}\ }{\frac {2}{3}}}={\frac {3}{2}}}

## Division med komplexa tal

Grafisk illustration av ett komplext tal och dess konjugat

Låt oss säga att vi har två komplexa tal z1 och z2 och nu vill beräkna z1/z2.
Man märker ganska snabbt att division för komplexa tal inte riktigt fungerar som för de reella talen så det är nu man använder sig av något som heter komplexkonjugat. Vilket grafiskt kan ses i bilden till höger.
Med hjälp av komplexkonjugatet kan vi skriva kvoten mellan två komplexa tal z1 och z2 med formeln:
{\displaystyle {\frac {z_{1}}{z_{2}}}} = {\displaystyle {\frac {z_{1}{\bar {z_{2}}}}{z_{2}{\bar {z_{2}}}}}}, så länge z2 ≠ 0 och där z2 utgör komplexakonjugatet till z2.
Exempel
{\displaystyle z_{1}=2+2i\quad {\rm {{och}\quad z_{2}=1+i,\;{\frac {z_{1}}{z_{2}}}={\frac {z_{1}{\bar {z_{2}}}}{z_{2}{\bar {z_{2}}}}}={\frac {(2+2i)(1-i)}{(1+i)(1-i)}}={4 \over 2}=2}}}
En sak som bör nämnas är att man genom denna metod omvandlar nämnaren till reell och därefter utför reell division på täljarens imaginär och realdel. Ibland som i exemplet ovan försvinner den imaginära delen och man får endast ett reellt svar, men så är inte alltid fallet.
Nämnaren kan heller aldrig bli 0 genom att man förlänger den med dess komplexkonjugat, om inte nämnaren redan var 0. Detta går lättast att förklara genom användandet av konjugatregeln som säger att (a + b)(a − b) = a2 − b2. I detta fall med komplexa tal kommer b utgöra vår imaginär del. 
Ett rent imaginärt tal i kvadrat ger alltid ett negativt reellt tal, alltså kommer vi då enligt konjugatregeln få a2 − (−b2), med andra ord den reella delen, minus ett negativt reellt tal. Detta kommer aldrig kunna bli 0, då vi har en addition av två positiva tal.

## Division med matriser
Till skillnad mot addition, subtraktion och multiplikation så finns ingen definition av division för matriser.

## Polynomdivision
Kvoten
{\displaystyle {\frac {q(x)}{p(x)}}} kan man få ut genom att använda sig av liggande stolen. 
Men denna metod går endast att utnyttja så länge som q(x) har högre eller samma grad som p(x). 
Om däremot p(x) har högre grad än q(x) får man istället använda metoden partialbråksuppdelning och mer om detta kan läsas i artikeln om polynomdivision.

## Derivatan för en kvot mellan funktioner
Om vi har en funktion {\displaystyle G(x)={\frac {f(x)}{k(x)}}} så är dess derivata {\displaystyle G'(x)={\frac {f'(x)k(x)-f(x)k'(x)}{k(x)^{2}}}} ifall {\displaystyle k(x)\neq 0}
Exempel
{\displaystyle G(x)={\frac {3x+2}{5x}}} har derivatan {\displaystyle G'(x)={\frac {3\cdot 5x-(3x+2)\cdot 5}{25x^{2}}}={\frac {15x-(15x+10)}{25x^{2}}}=-{\frac {10}{25x^{2}}}}

## Övrigt
Operationen kan också utläsas på flera sätt:
- "a delat/dividerat med/på b"
- "a genom b"
- "b i a"

Här kallas a för täljare eller dividend, b kallas nämnare eller divisor. 
Om {\displaystyle b\not =0} gäller: {\displaystyle c={\frac {a}{b}}\Leftrightarrow b\cdot c=a}

Till exempel: {\displaystyle 6/3=2\ } eftersom {\displaystyle 2\cdot 3=6}.

Detta är oftast det första sättet man lär sig beräkna division på, att tänka "kvoten gånger nämnaren ska bli täljaren".